# Estreito de Badung
O estreito de Badung (em indonésio: Selat Badung), situado nas Pequenas Ilhas da Sonda, no lado sudeste da ilha do Bali, Indonésia, separa o Bali das ilhas de Nusa Penida e Nusa Lembongan. Liga o oceano Índico (a sul e sudoeste) com o estreito de Lombok (a leste) e tem cerca de 60 km de comprimento e 20 km de largura (12 km na parte mais estreita, a norte de Nusa Lembongan).
O estreito é de grande importância para a navegação e  em fevereiro de 1942, durante a Segunda Guerra Mundial, foi o local da batalha do estreito de Badung, entre os Aliados e a Marinha Imperial Japonesa. O estreito deu o nome ao porta-aviões da Marinha dos Estados Unidos USS Badoeng Strait (1945–1972).
Nas costas do estreito há várias estâncias turísticas, algumas delas famosas internacionalmente, nomeadamente, no Bali, Nusa Dua, Tanjung Benoa e Sanur.